# Johanna Uekermann

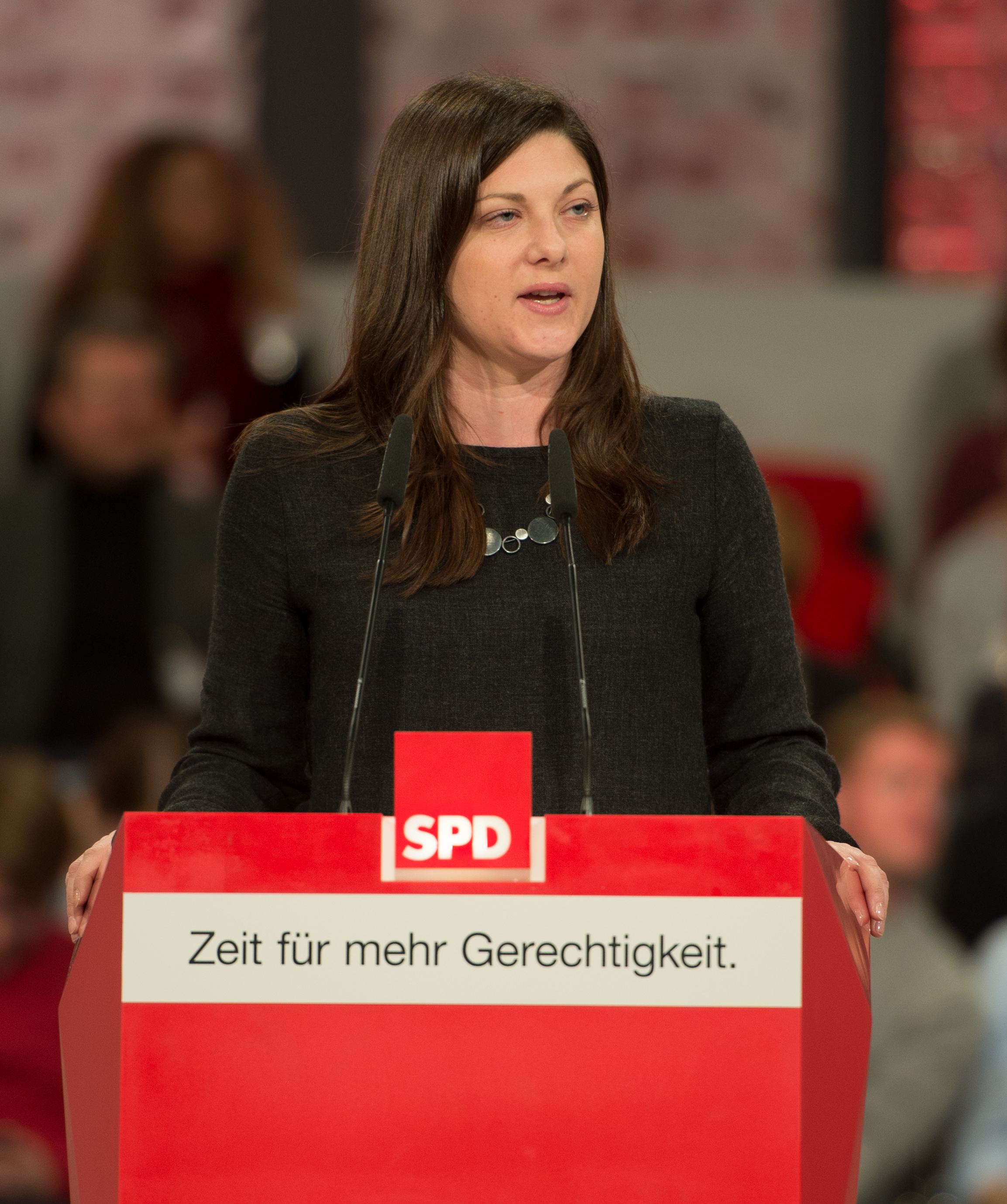
Johanna Uekermann auf dem SPD-Bundesparteitag 2017 in Berlin

Johanna Uekermann (* 18. September 1987 in Straubing) ist eine deutsche Politikerin (SPD). Sie war von Dezember 2013 bis zum November 2017 Bundesvorsitzende der Jusos und von Mai 2017 bis April 2021 stellvertretende Vorsitzende der BayernSPD.

## Leben
Uekermann wurde im September 1987 im bayerischen Straubing als Tochter eines sozialdemokratischen Lehrerehepaares geboren und wuchs im nahegelegenen Mitterfels auf. Nach dem Abitur im Jahr 2006 am Anton-Bruckner-Gymnasium Straubing begann sie ein Studium der Politikwissenschaft, Soziologie und Kulturgeographie an der Julius-Maximilians-Universität Würzburg, das sie 2013 mit dem Magistra Artium abschloss. An der Universität Genf absolvierte sie ein Auslandssemester. Sie war Mitglied der Juso-Hochschulgruppe sowie der GEW-Hochschulgruppe und gehörte dem Sprecherrat an. Außerdem war sie studentische Frauenbeauftragte. Von Januar 2014 bis Juli 2018 war sie Mitarbeiterin des Bundestagsabgeordneten Axel Schäfer. Ab August 2018 arbeitete sie als Bundesjugendsekretärin für die EVG und seit Januar 2020 leitet sie deren Bildungsgesellschaft, die EVA Akademie.

## Politik
Mit 14 Jahren trat Uekermann den Jusos bei. Sie kandidierte im Alter von 21 Jahren für den Kreistag im Landkreis Straubing-Bogen und wurde in den SPD-Kreisvorstand gewählt. Im Jahr 2009 wurde sie stellvertretende Landesvorsitzende der bayerischen Jusos, 2011 stellvertretende Bundesvorsitzende. 2013 kandidierte sie erstmals für den Deutschen Bundestag und erreichte im Bundestagswahlkreis Straubing gegen den CSU-Kandidaten Alois Rainer einen Stimmenanteil von 17,6 Prozent. Auf dem Juso-Bundeskongress am 6. Dezember 2013 in Nürnberg setzte sie sich mit 207 von 296 Stimmen gegen den ehemaligen Hamburger Juso-Vorsitzenden Hauke Wagner durch, womit sie das Amt der Bundesvorsitzenden von Sascha Vogt übernahm, der nicht erneut angetreten war.
Bei der Kommunalwahl am 16. März 2014 wurde sie mit dem besten Einzelergebnis der Liste und mit deutlichem Vorsprung vor dem langjährigen Fraktionsvorsitzenden Heinz Uekermann, ihrem Vater, in den Kreistag Straubing-Bogen gewählt. Am 27. November 2015 wurde Johanna Uekermann mit 72,3 Prozent Zustimmung für weitere zwei Jahre als Juso-Vorsitzende bestätigt.
Uekermanns Verhältnis zum ehemaligen SPD-Parteivorsitzenden Sigmar Gabriel galt ab dem Jahr 2013 als gespannt. Sie stellte sich immer wieder gegen die SPD-Linie – sei es in der Griechenlandkrise, bei der Vorratsdatenspeicherung oder beim Freihandelsabkommen TTIP. Mit persönlichen Angriffen auf Gabriel hielt sie sich nicht zurück. Da sie ihm, so Gabriel 2015 auf dem Bundesparteitag der SPD, öffentlich die Schulnote „Vier minus“ verpasst hätte, habe er sich entschieden, den Bundeskongress der Jusos vom 27. bis zum 29. November 2015 in Bremen nicht zu besuchen. Thomas Oppermann bezeichnete Uekermann in diesem Zusammenhang als „konsequent unsolidarisch und wirklichkeitsfern“. Johannes Kahrs twitterte: „Unsere bescheuerte Uekermann stiftet nur Unheil.“ Am 20. Dezember 2015 unternahm Uekermann im Stern einen Vorstoß zur Bereinigung des Konflikts: „Ich würde mich über ein klärendes Gespräch mit Sigmar Gabriel freuen, in dem wir die Differenzen ausräumen können. Ich bin dazu bereit, ich hoffe, er auch.“ Auch Vertreter des linken Flügels warfen Uekermann vor, die Nachwuchsorganisation nach Art einer institutionellen Daueropposition in der SPD zu führen.
Im Dezember 2016 scheiterte trotz der Unterstützung des Landesvorsitzenden Florian Pronold der Versuch, für Uekermann einen aussichtsreichen Listenplatz bei der Bundestagswahl 2017 zu erreichen, was unter anderem an der regionalen Verteilung der Listenplätze lag, die in ihrem Heimatverband Niederbayern bereits zuvor über dem Proporz lag. Am 20. Mai 2017 wurde sie auf dem Parteitag zur stellvertretenden Vorsitzenden der SPD in Bayern gewählt. Auf dem Landesparteitag am 24. April 2021 stellte sie sich nicht zur Wiederwahl.
Uekermann kündigte am 9. Oktober 2017 an, auf dem Juso-Bundeskongress im November 2017 nicht erneut für den Bundesvorsitz zu kandidieren. Das Angebot des SPD-Vorsitzenden Martin Schulz, nach der Bundestagswahl als Bundesgeschäftsführerin unter dem neuen Generalsekretär Lars Klingbeil in der Berliner Parteizentrale zu wirken, lehnte sie im Oktober ab. Stattdessen kandidierte sie beim SPD-Bundesparteitag im Dezember 2017 für einen Sitz im Parteivorstand, um den Erneuerungsprozess der SPD mitzugestalten. Nach ihrer Wahl als Beisitzerin in den SPD-Parteivorstand auf dem Parteitag vom 8. Dezember wurde sie vom Vorstand am 9. Dezember auch in das Parteipräsidium gewählt. Dem Parteipräsidium gehörte sie bis Dezember 2019 an und dem Parteivorstand bis Dezember 2021.
Zum 31. Dezember 2023 schied Uekermann, zuletzt stellvertretende Fraktionsvorsitzende, auf eigenen Wunsch aus dem Kreistag Straubing-Bogen aus.

## Positionen

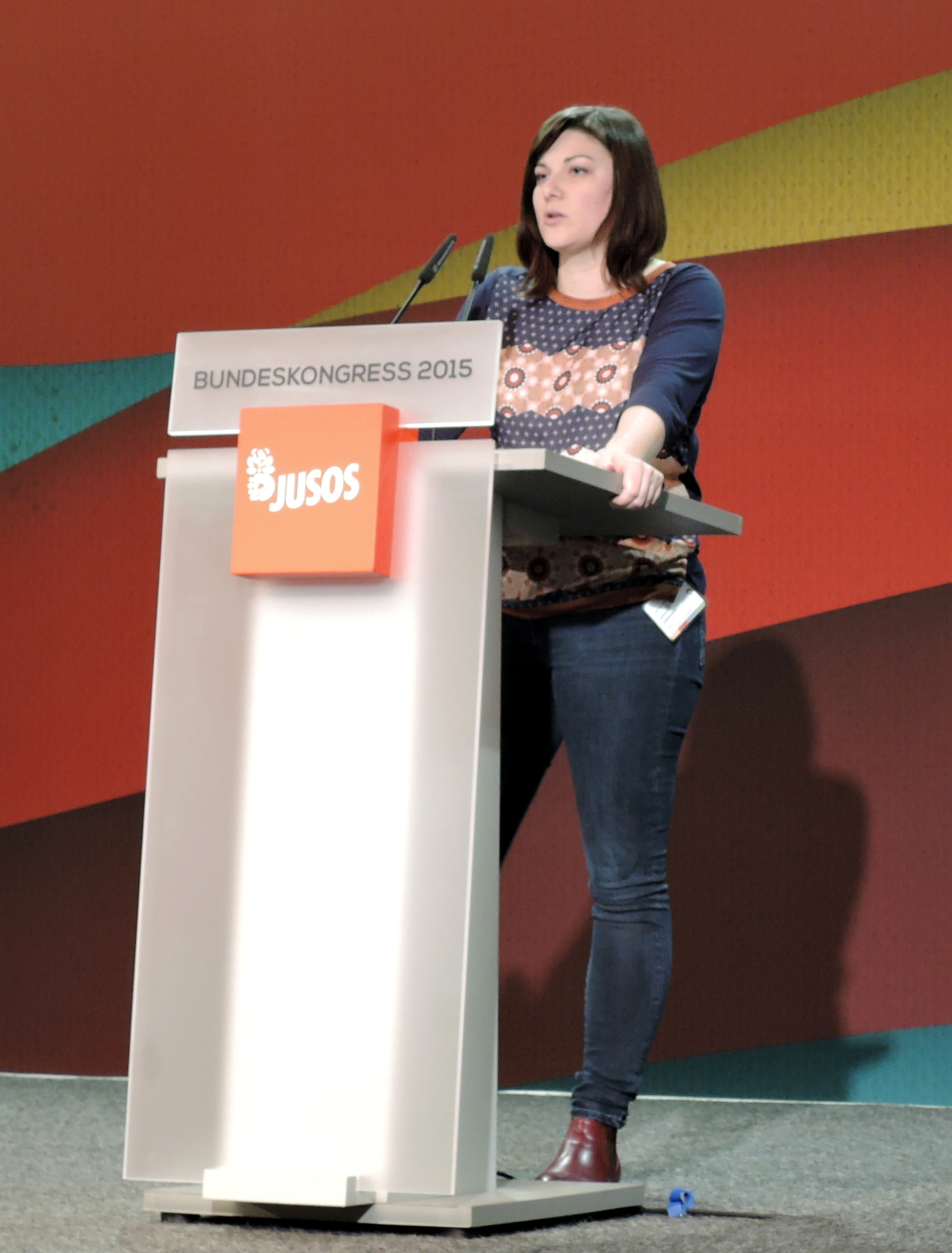
Johanna Uekermann auf dem Bundeskongress der Jusos 2015 in Bremen.

Uekermann sprach sich im Jahr 2012 gegen Sparmaßnahmen zur Konsolidierung der Haushalte aus. Sie forderte stattdessen Investitionen, um die Eurokrise zu bewältigen, die für sie keine Schuldenkrise, sondern eine „Staatseinnahmekrise“ sei. Außerdem plädierte sie zur gleichen Zeit für eine Anhebung des Spitzensteuersatzes und einen Kurswechsel in der Europapolitik, die aus ihrer Sicht „ein Europa der Banken und Großverdiener, der Sparpakete und Jugendarbeitslosigkeit“ bilde. Des Weiteren lehnte sie nach der Bundestagswahl 2013 den Koalitionsvertrag mit der CDU/CSU ab und favorisierte Neuwahlen mit dem Ziel einer rot-rot-grünen Koalition.
Uekermann kommt aus dem bayerischen Juso-Landesverband und damit nach Einschätzung der taz-Bundestagskorrespondentin Anja Maier aus dem linken Traditionalisten-Lager; gleichwohl möchte sie die Partei reformieren: „Wer etwas verändern will, muss beides: auf die Straße und in die Gremien“. In der SPD soll auch das Gewicht der Jusos wieder zunehmen, die nach ihrer Ansicht „im Bundestagswahlkampf nicht genug aussichtsreiche Listenplätze“ erhalten haben. Sie selbst trat bei der Wahl zum Bundestag 2013 auf dem aussichtslosen Listenplatz 38 an. Zu ihrem persönlichen Leitsatz wählte sie das berühmte Zitat von Rosa Luxemburg: „Wer sich nicht bewegt, spürt seine Fesseln nicht.“
Bei ihrer Wahl zur Juso-Bundesvorsitzenden Ende 2013 sprach sie sich erneut gegen eine Große Koalition im Bund aus und kritisierte, dass Frauenpolitik immer mehr auf Familienpolitik reduziert werde. Im Bundestagswahlkampf ein paar Monate zuvor kettete sie sich demonstrativ an einen Herd, um gegen das Betreuungsgeld zu protestieren.
Auf dem Höhepunkt der Flüchtlingskrise im Herbst 2015 forderte sie Steuererhöhungen für höhere Einkommen, um die gestiegenen Kosten zu bewältigen. „Wir müssen eine langfristige Finanzierung für die Flüchtlingsausgaben finden, deshalb ist es sinnvoll, dafür Steuern zu erhöhen“ und „Dabei müssen die, die mehr haben, auch mehr schultern.“ sagte sie der Westdeutschen Allgemeinen Zeitung.
Im Februar 2017 hat sich Johanna Uekermann als Juso-Chefin gegen Abschiebungen von Migranten ohne Bleibeperspektive ausgesprochen. Mit Blick auf SPD-Forderungen, solche Ausländer konsequent abzuschieben, sagte Uekermann im Interview der „Welt“ zudem: „Mir wäre es lieber, wenn alle bleiben könnten. Die Jusos sind für ein globales Recht auf Migration.“
Vor der Bundestagswahl 2017 sprach sie sich gegen eine erneute Große Koalition aus.